# 萨韦尔丹
萨韦尔丹（法語：Saverdun，法語發音：[savɛʁdœ̃]）是法国阿列日省的一个市镇，位于该省北部，属于帕米耶区。

## 地理
萨韦尔丹（43°14'4"N, 1°34'28"E）面积61.47 平方千米，位于法国奧克西塔尼大區阿列日省，该省份为法国西南部内陆省份，西部和北部与上加龙省接壤，东临奥德省，东南至东比利牛斯省接壤，南与安道尔和西班牙接壤。
与萨韦尔丹接壤的市镇（或旧市镇、城区）包括：博纳克、布里、康泰、埃斯普拉、马泽尔、蒙托、安藏、勒韦尔内、卡尔蒙、桑特加贝勒。

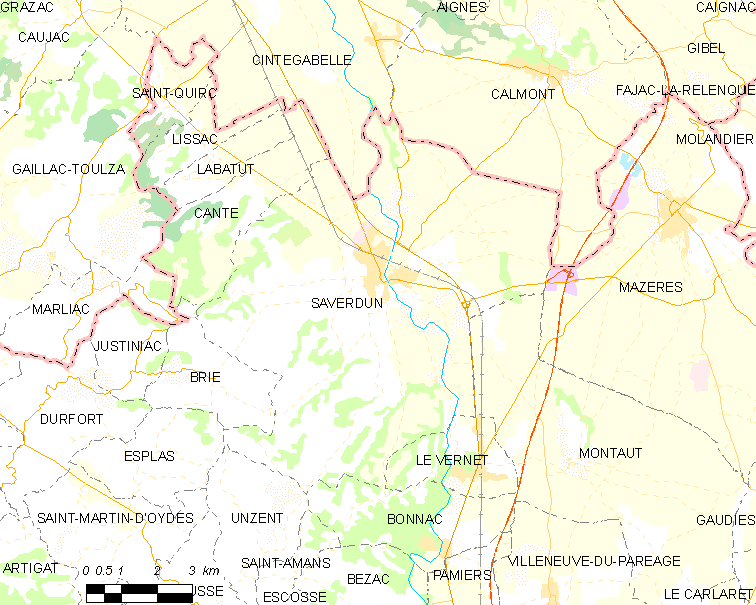
萨韦尔丹的OSM定位图

萨韦尔丹的时区为UTC+01:00、UTC+02:00（夏令时）。

## 行政
萨韦尔丹的邮政编码为09700，INSEE市镇编码为09282。

## 政治
萨韦尔丹所属的省级选区为阿列日之门县。

## 人口

1962-2008年间萨韦尔丹人口变化图示

萨韦尔丹于2022年1月1日时的人口数量为4808人。